# 春日山駅
春日山駅（かすがやまえき）は、新潟県上越市春日山町三丁目にある、えちごトキめき鉄道妙高はねうまラインの駅である。

## 概要
当駅は（旧）高田市（現・上越市春日地区）に所在する駅で、（旧）高田市と（旧）直江津市双方の中心市街地のほぼ中間点に位置する。
上越市役所本庁舎（木田庁舎）の最寄り駅で、市街地を挟んだ西側には上杉謙信の居城であった春日山城跡等が所在する春日山がそびえる。
新潟駅 - 上越妙高駅・新井駅間特急「しらゆき」4往復のうち、1往復が当駅に停車する。
東日本旅客鉄道（JR東日本）信越本線の駅であったが、2015年（平成27年）3月14日の北陸新幹線長野駅 - 金沢駅間延伸に際し、並行在来線として経営分離され、えちごトキめき鉄道へ移管された。

## 歴史
- 1928年（昭和3年）10月26日：鉄道省の駅として新設[1][2]。
- 1961年（昭和36年）7月19日：当駅 - 直江津駅間ルート変更[4]。
- 1984年（昭和59年）1月20日：貨物取扱廃止[5]。
- 1985年（昭和60年）3月14日：荷物扱い廃止[5]。
- 1987年（昭和62年）4月1日：国鉄分割民営化に伴い、JR東日本の駅となる。
- 2002年（平成14年）12月1日：直江津寄り（北側）400mの位置に移転新築[6]、交換設備廃止。
- 2015年（平成27年）3月14日：北陸新幹線長野駅 - 金沢駅間延伸に伴い、えちごトキめき鉄道へ移管[2]。みどりの窓口を廃止[7]。
- 2017年（平成29年）5月1日：JR線の発券システムをビジネスえきねっとからマルス端末に更新。
- 2018年（平成30年）3月17日：ダイヤ改正で新たにあいの風とやま鉄道線・日本海ひすいライン（泊駅 → 新井駅間）からの直通列車が設定された。
- 2023年（令和5年）3月18日：ダイヤ改正で上下1本のみ設定されていたほくほく線への直通列車、ほくほく線からの直通列車が廃止。

### 旧駅舎について
2002年11月末まで運用されていた旧駅舎は、現駅舎南側（妙高高原方）400mの地点に所在していた。相対式ホーム2面2線を備えていたが2002年頃から東側の2番線を使用中止とし、駅舎に面する西側の1番線のみ運用していた。1996年（平成8年）9月段階では特急「あさま」と急行「赤倉」が交換を行っていた。
旧駅舎や交換設備の大部分は移設後に撤去されたが、このうち旧2番線の線路は北側（直江津方）に接続する非電化の側線として、事業車両の留置などに運用している。また旧駅舎付近の本線の配線は変更されていないためS字カーブを描いており、付近では60km/hの速度制限が掛けられている。

## 駅構造
単式ホーム1面1線を有する地上駅。
えちごトキめき鉄道が直営駅として管理を行っている。早朝や深夜に発着する一部ワンマン列車では、切符収集・運賃精算は車内で行われることがあるが、通常は改札口で改札業務が実施される。
駅構内には、タッチパネル式自動券売機・窓口・有人改札口（いずれも営業時間7:00 - 17:50）が設置されている。窓口ではえちごトキめき鉄道の乗車券・オリジナルグッズが販売されている他、窓口内にはマルス端末が設置されている。
2023年現在の駅舎を商工会議所等が入居する3階建てとした上で、東側の上越市役所方面への連絡通路を設置する計画もあるが、着工時期は未定である。
列車接近表示器から流れるメロディーは、上下線共に「村の鍛冶屋」である。

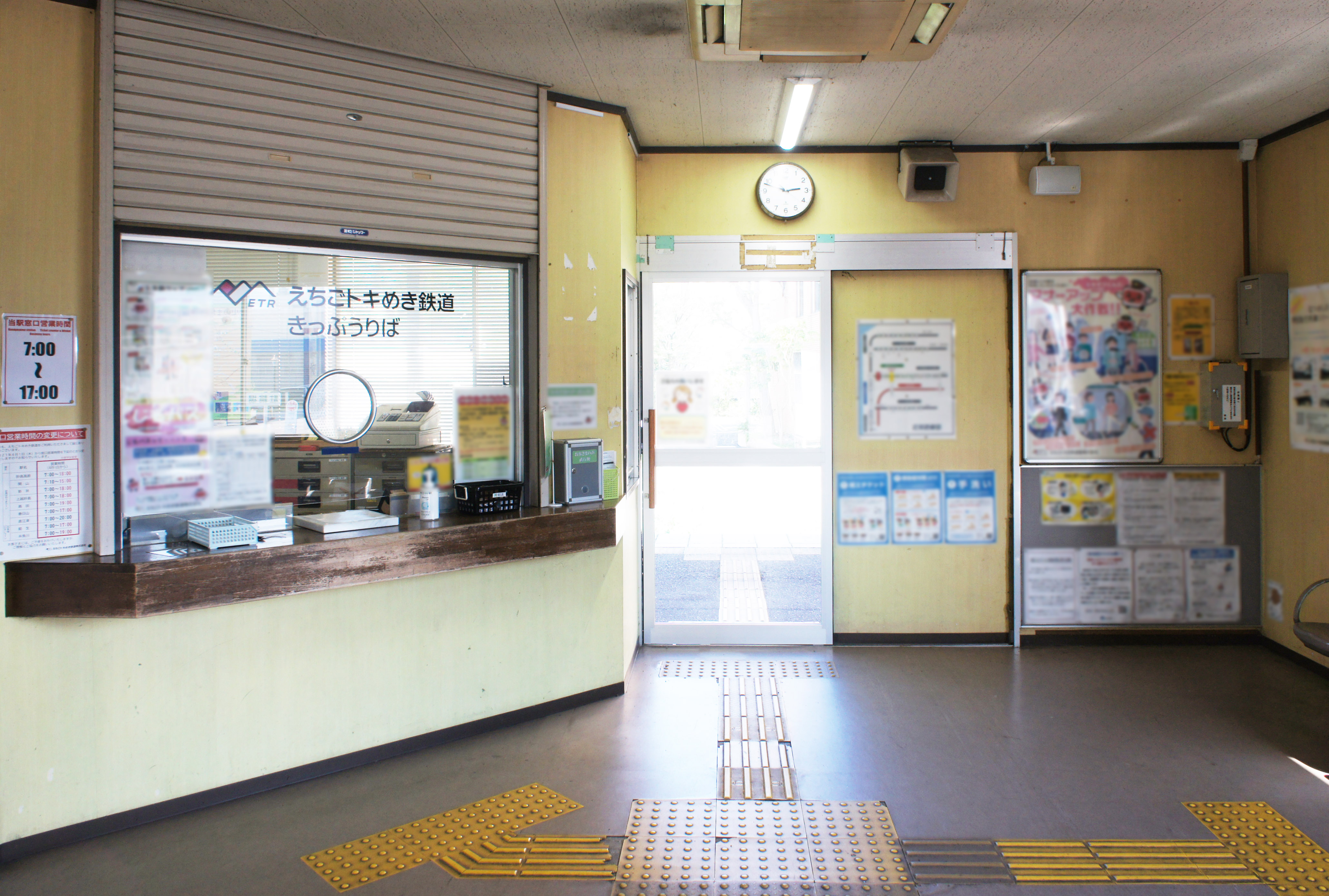
改札口（2021年8月）
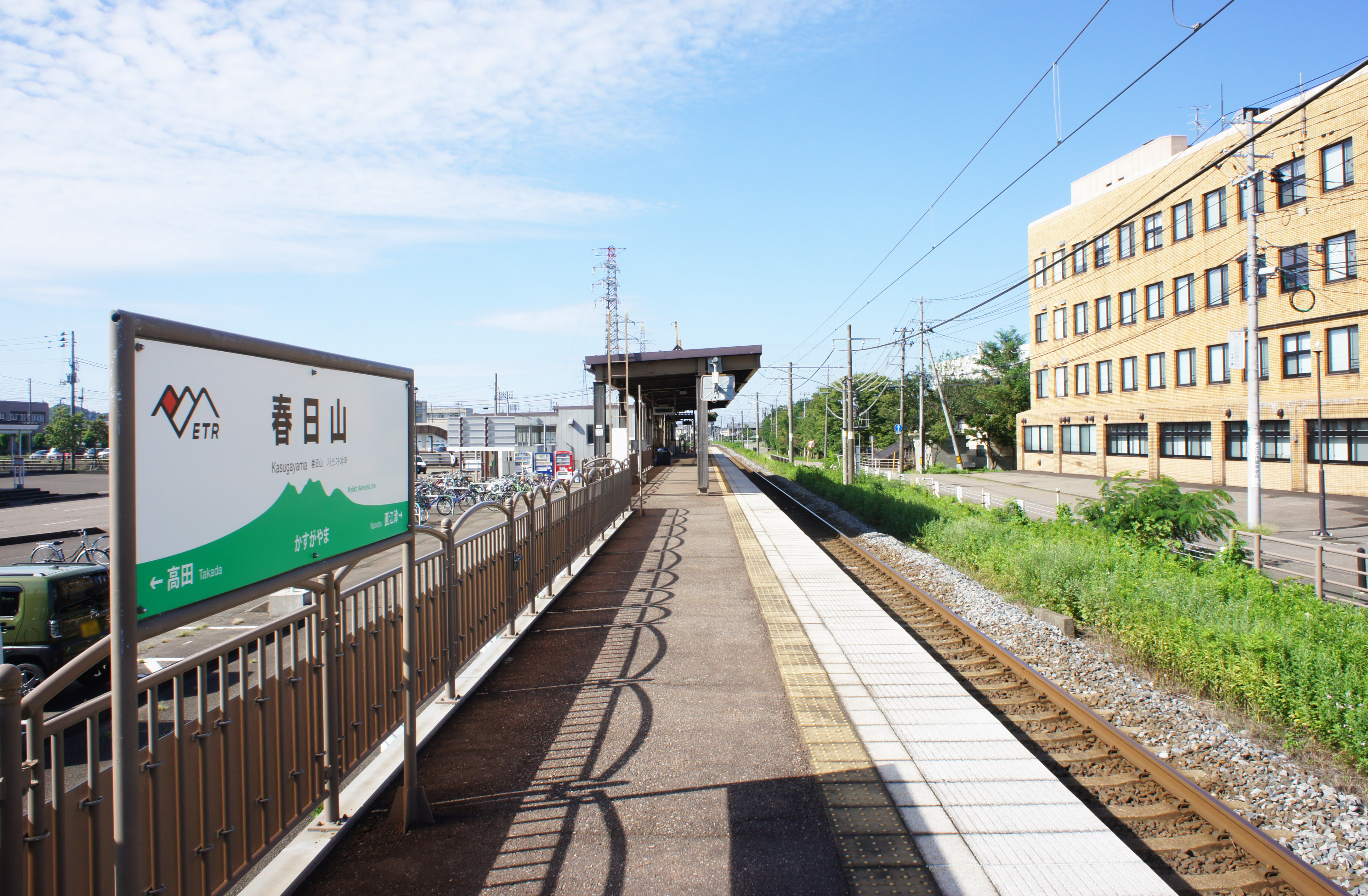
ホーム（2021年8月）

### JR時代
直江津駅が管理する業務委託駅で、ジェイアール新潟ビジネス（JNB）が駅業務を受託していた。出札窓口はみどりの窓口として営業していたが、経営移管に伴い廃止されている。

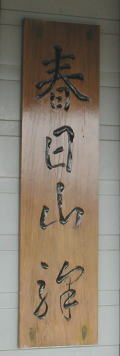
旧駅舎時代から設置されている駅名表示（2004年7月）
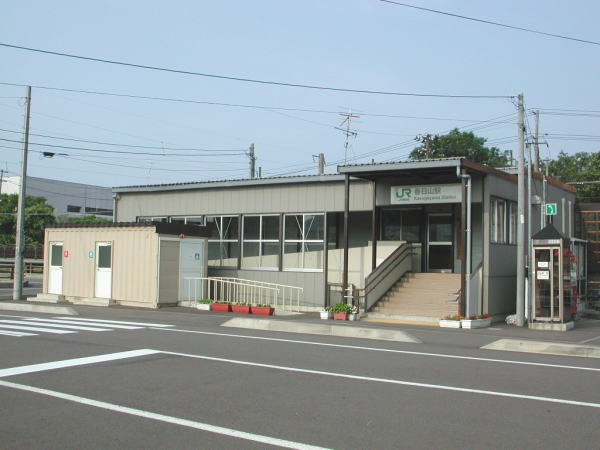
JR東日本が管理していた時の駅舎（2004年7月）

## 利用状況
2023年度（令和5年度）の1日平均乗車人員は727人である。
2000年度（平成12年度）以降の推移は以下のとおりである。なお、2000年度（平成12年度）- 2014年度（平成26年度）の統計はJR東日本時代のものである。また、2014年度（平成26年度）の統計は非公表である。
| 乗車人員推移       | 乗車人員推移     | 乗車人員推移    |
| 年度               | 1日平均 乗車人員 | 出典            |
| ------------------ | ---------------- | --------------- |
| 2000年（平成12年） | 383              | [ 利用客数 2 ]  |
| 2001年（平成13年） | 358              | [ 利用客数 3 ]  |
| 2002年（平成14年） | 355              | [ 利用客数 4 ]  |
| 2003年（平成15年） | 402              | [ 利用客数 5 ]  |
| 2004年（平成16年） | 439              | [ 利用客数 6 ]  |
| 2005年（平成17年） | 484              | [ 利用客数 7 ]  |
| 2006年（平成18年） | 534              | [ 利用客数 8 ]  |
| 2007年（平成19年） | 576              | [ 利用客数 9 ]  |
| 2008年（平成20年） | 609              | [ 利用客数 10 ] |
| 2009年（平成21年） | 603              | [ 利用客数 11 ] |
| 2010年（平成22年） | 635              | [ 利用客数 12 ] |
| 2011年（平成23年） | 681              | [ 利用客数 13 ] |
| 2012年（平成24年） | 713              | [ 利用客数 14 ] |
| 2013年（平成25年） | 732              | [ 利用客数 15 ] |
| 2014年（平成26年） | 非公表           | 非公表          |
| 2015年（平成27年） | 696              | [ 利用客数 16 ] |
| 2016年（平成28年） | 754              | [ 利用客数 17 ] |
| 2017年（平成29年） | 778              | [ 利用客数 18 ] |
| 2018年（平成30年） | 783              | [ 利用客数 19 ] |
| 2019年（令和元年） | 788              | [ 利用客数 20 ] |
| 2020年（令和02年） | 662              | [ 利用客数 21 ] |
| 2021年（令和03年） | 665              | [ 利用客数 22 ] |
| 2022年（令和04年） | 698              | [ 利用客数 23 ] |
| 2023年（令和05年） | 727              | [ 利用客数 1 ]  |

## 駅周辺
駅舎向かい側（西側）の区画には上越市の交流施設が所在し、周辺の多くは住宅地となっている。駅裏手（東側）は上越市役所などの行政施設や公共施設が集積している。
また駅北側の謙信公大通り（新潟県道43号上越安塚浦川原線、都市計画道路中屋敷藤野新田線）沿いにはロードサイド型の商業施設が多数出店している。

### 春日山・春日野方面（西側）
- 上越市春日謙信交流館
- MARUWA 春日山工場
- 上越地方合同庁舎（上越公共職業安定所・高田労働基準監督署他）
- 上越医師会館
- JAえちご上越 春日支店
- 春日山城址（上杉謙信の居城）[3]
- 春日山神社[2]
- 林泉寺
- 上越教育大学
- 上越市立春日中学校

### 木田・新光町方面（東側）
- 上越市役所[2]
  - 第四北越銀行 上越市役所出張所
- 新潟県信用組合
- 新潟地方法務局上越支局
- 上越市総合体育館・勤労身体障害者体育館
- 上越商工会議所
- 上越市立オールシーズンプール
- 上越文化会館
- ラ・ムー 上越北店

### かに池方面（東側）
- 上越警察署
- 新潟県立上越テクノスクール
- 上越市下水道センター
- 上越市民プール
- 上越市藤野野球場
- JA新潟厚生連 上越総合病院
- リージョンプラザ上越
- 新潟県立上越科学館
- 上越観光物産センター（2022年度で休館[9]）

## バス路線
2020年4月時点での情報を示す。
「春日山駅前」バス停
- 頸城自動車
  - 7 春日山・佐内線
  - 11 謙信公大通り循環線 ※平日のみ運行
  - 13 春日山駅・アルカディアシャトル便 ※土休日のみ運行

このほか、駅東側の市役所からは1 上越大通り線も利用できる。また、駅から南へ徒歩10分の木田バスストップでは高速バスが利用できる。

## 駅スタンプ

### JR時代のスタンプ
- 『謙信ゆかり天下無双の春日山城跡』（シヤチハタ式）

### 移管後のスタンプ
- 『上杉謙信公 難攻不落の春日山城』（ゴム印）

## 隣の駅
えちごトキめき鉄道
■妙高はねうまライン
- 特急「しらゆき」一部停車駅

■快速（土休日のみ運転、臨時列車扱い）・■普通
高田駅 - 春日山駅 - 直江津駅

### 記事本文